# Malcolm & Marie
Malcolm & Marie é um filme americano de drama escrito e dirigido por Sam Levinson. É estrelado e produzido por John David Washington e Zendaya como os personagens titulares.
Malcolm & Marie teve um lançamento limitado nos cinemas em 29 de janeiro de 2021, antes de ser lançado em 5 de fevereiro de 2021, pela Netflix. O filme recebeu críticas mistas dos críticos, que elogiaram as performances de Zendaya e Washington e a direção de Levinson, mas criticaram o roteiro.

## Premissa
Um cineasta (Washington) volta para casa com sua namorada (Zendaya) após a estreia de um filme comemorativo, enquanto aguarda o que será um sucesso financeiro e crítico iminente. A noite muda repentinamente quando revelações sobre seus relacionamentos começam a vir à tona, testando a força de seu amor.— Deadline Hollywood

## Elenco
- John David Washington como Malcolm
- Zendaya como Marie

## Produção
Em julho de 2020, foi anunciado que John David Washington e Zendaya haviam se juntado ao elenco do filme, com Sam Levinson dirigindo e escrevendo o roteiro. O filme foi rodado durante a pandemia de COVID-19, com as gravações iniciar em 17 de junho e terminadas em 2 de julho. Na época, Levinson e Zendaya estavam envolvidos no programa da HBO   Euphoria, que interrompeu a produção devido à pandemia. As filmagens aconteceram inteiramente na Caterpillar House em Condado de Monterey, Califórnia. O filme seguiu os protocolos de segurança locais do COVID-19, que incluíram todo o elenco e a equipe em quarentena durante as filmagens, bem como duas semanas antes e depois das filmagens, verificações diárias de temperatura e medidas de saneamento aumentadas, entre outros cuidados.

## Lançamento
Em setembro de 2020, a Netflix adquiriu os direitos de distribuição do filme por 30 milhões de dólares, ultrapassando as ofertas de empresas como HBO, A24 e Searchlight Pictures. Teve um lançamento limitado nos cinemas em 29 de janeiro de 2021 e foi lançado em 5 de fevereiro de 2021 na Netflix.

## Recepção
De acordo com o agregador de resenhas Rotten Tomatoes, 59% dos 197 críticos deram ao filme uma resenha positiva, com uma avaliação média de 6,4/10. O consenso dos críticos do site diz: "As ambições de Malcolm & Marie nem sempre são satisfeitas de forma satisfatória, mas suas falhas são frequentemente compensadas pela forte química entre as estrelas do filme." No Metacritic, o filme tem uma pontuação média ponderada de 53 fora  de 100, com base em 42 críticos, indicando "críticas mistas ou médias".
Escrevendo para a Variety, Peter Debruge disse "Levinson dá a suas estrelas quase o mesmo tempo, modulando cuidadosamente o senso de equilíbrio. Sua direção raramente parece exagerada e, ainda assim, sentimos a intenção por trás de cada corte conforme o poder e o controle mudam ao longo do filme." David Ehrlich, do IndieWire, deu ao filme uma nota de C + e escreveu que "o exasperadoramente lindo Malcolm & Marie de Sam Levinson é muito parecido com as duas pessoas que emprestam seus nomes ao título: confiante e inseguro em igual medida, recheado até as guelras  com grandes idéias, mas convencido de nada além de sua própria existência frenética, e reverente ao passado de Hollywood ao mesmo tempo, está tentando reivindicar seu futuro." Charles Bramesco de Little White Lies criticou o filme por ser "uma tagarelice estranha e horrivelmente exagerada" marcando o filme com uma classificação de 1/5.